# Omicidio di Alberto Brasili

Alberto Brasili e Lucia Corna

L'omicidio di Alberto Brasili venne commesso il 25 maggio 1975 a Milano da militanti neofascisti mentre la vittima, uno studente italiano, era insieme alla fidanzata Lucia Corna.

## Biografia della vittima
Nato in una famiglia dalle condizioni economiche precarie, fin da quando compì quattordici anni Alberto Brasili iniziò ad alternare lo studio al lavoro, contribuendo al sostentamento della famiglia. Di giorno faceva il commesso presso un negozio di antifurto elettrici nei pressi di piazza De Angeli, mentre di sera frequentava i corsi dell'istituto professionale Settembrini. Nel clima esasperato di quel periodo, gli anni di piombo, Brasili non rimase indifferente alle manifestazioni per il diritto allo studio. Nel 1970 partecipò all'occupazione dell'istituto per l'introduzione del biennio sperimentale; venne fermato dalla polizia durante le azioni di sgombero e fu identificato. Brasili non era un militante di movimenti organizzati, né un estremista politico: risultava essere piuttosto tra i simpatizzanti della sinistra, senza avere mai avuto però un impegno politico in senso organico.

## L'omicidio
Nel 1975 gli scontri fra elementi di estrema destra ed estrema sinistra a Milano crearono un clima diffuso di diffidenza reciproca e di violenza, incattivito dalle uccisioni di Sergio Ramelli (aggredito il 13 marzo e morto il 29 aprile), di Claudio Varalli (ucciso il 16 aprile) e Giannino Zibecchi (ucciso il 17 aprile). La sera di domenica 25 maggio 1975, Brasili stava passeggiando in centro con la fidanzata, Lucia Corna, di pochi anni più giovane di lui; indossava un eskimo, dei jeans, portava la barba e i capelli lunghi, elementi che in quegli anni erano caratteristici dei militanti di sinistra; l'eskimo infatti era diventato quasi una divisa per i protagonisti della contestazione giovanile di sinistra.
Alle ore 22.30 i due passarono in via Mascagni, all'angolo con piazza San Babila, quando Brasili notò un adesivo elettorale del MSI attaccato a un palo della luce e lo staccò; questo gesto attirò l'attenzione di cinque giovani estremisti di destra, Antonio Bega, Pietro Croce, Giorgio Nicolosi, Enrico Caruso e Giovanni Sciavicco, che in quel momento stavano uscendo da un bar di corso Vittorio Emanuele.
 Piazza San Babila era un luogo frequentato da esponenti neofascisti e nelle vicinanze si trovava anche una sede del MSI; le scorribande dei giovani di destra erano frequenti nella zona, tanto che il termine sanbabilino era usato come sinonimo di neofascista. I cinque, convinti di trovarsi di fronte ad un comunista, iniziarono a pedinare i due per punirli del gesto. Brasili e Corna non si accorsero di essere seguiti.

L'agguato scattò di fronte alla sede provinciale dell'Associazione Nazionale Partigiani d'Italia: 
(Lucia Corna)
I due vennero accoltellati ripetutamente. Brasili fu raggiunto da cinque fendenti, uno dei quali risultò fatale raggiungendo il cuore, mentre la ragazza venne colpita due volte all'emitorace sinistro, ma riuscì a sopravvivere perché le ferite inferte non furono letali; il ragazzo morirà poco dopo il suo arrivo all'ospedale Fatebenefratelli.

## Le reazioni
Nei giorni seguenti, sia la stampa di sinistra che quella di destra dipinsero scenari di lotta politica. In un primo momento si diffuse la voce che a compiere l'agguato sarebbero stati dei militanti di sinistra che avrebbero scambiato Brasili per un avversario politico. Alcuni giornali parlarono genericamente di "drogati". Mentre il manifesto, giornale comunista, rifiutò l'ipotesi di un delitto isolato e vi scorse un gesto forte, un vero e proprio complotto fascista, compiuto in vista, di lì a tre giorni, del primo anniversario della strage di piazza della Loggia.

## Commemorazione
Sulla lapide a lui dedicata in via Pietro Mascagni a Milano vennero scolpite le seguenti parole
In seguito all'imbrattamento della lapide con una croce celtica, l'ANPI organizzò una manifestazione per protesta contro l'atto vandalico.

## Influenza culturale
Questo episodio diede lo spunto al regista Carlo Lizzani per la realizzazione del film San Babila ore 20: un delitto inutile, girato l'anno successivo alla morte di Brasili.